# Globularia sarcophylla
Globularia sarcophylla là một loài thực vật có hoa trong họ Mã đề. Loài này được Svent. mô tả khoa học đầu tiên năm 1954.

## Đặc điểm
Globularia sarcophylla là loại cây lâu năm thường xanh, mọc thành các thảm thực vật. Chúng có lá hình mũi mác hoặc hình cái thìa; và vào mùa hè, loài này mọc ra những bông hoa nhỏ màu xanh oải hương có đầu bông mịn. Globularia sarcophylla là một loài thực vật quý hiếm đặc hữu của Gran Canaria; tại đây, nó chỉ tồn tại với số lượng ít trên vách đá bazan của các vùng Caldera de Tirajana, Los Leales, La Culata, v.v. ở độ cao khoảng 1.600 m. Tại đây, loài này có lá nhỏ, hình trứng, nhiều thịt, dài khoảng 2 cm và đầu hoa màu xanh lam.